# Samuel Charters
Samuel Barclay Charters (* 1. August 1929 in Pittsburgh, Pennsylvania; † 18. März 2015 in Stockholm, Schweden) war ein US-amerikanischer Blues-Musiker und Musikwissenschaftler.

## Leben
Charters wuchs in Pittsburgh auf. Sein Interesse an Bluesmusik wurde geweckt, nachdem er Bessie Smiths Version von Nobody Knows You When You’re Down and Out gehört hatte. Charters erlangte 1949 einen Abschluss am Sacramento City College. 1951 zog er nach New Orleans, wo er nach seinem Militärdienst Jazz studierte und sich für den ländlichen Blues zu interessieren begann. Er arbeitete als Feldforscher und machte Aufnahmen für Folkways und später für Bahamas vor Ort.
1959 veröffentlichte Charters sein erstes Buch The Country Blues. Das Buch und das parallel dazu erschienene Album gleichen Namens halfen, das allgemeine Interesse der weißen Bevölkerung am Blues zu wecken, und trugen zum Folk- und Blues-Revival Anfang der 1960er bei.
Zu Charters Verdiensten zählt die Wiederentdeckung von Lightnin’ Hopkins. 1964 schloss er sich Dave Van Ronks Ragtime Jug Stompers an. Wenig später gründete er mit Danny Kalb die Band The New Strangers.
Von 1966 bis 1970 produzierte er die Alben der Anti-Vietnamkrieg-Gruppe Country Joe and the Fish (ausgenommen ihr letztes Album CJ Fish von 1970). Auch nach der Auflösung der Gruppe produzierte er Sampler-Alben und gelegentliche Wiedervereinigungen der Gruppe (so das Album Reunion 1977).
Samuel Charters veröffentlichte weitere Bücher über den Blues, so etwa Blues Faces im Jahr 2000. Als Autor wurde er in die Blues Hall of Fame aufgenommen. Neben den Büchern schrieb er auch Linernotes für zahlreiche Alben. Zusätzlich arbeitete er auch als Plattenproduzent.
Charters starb im März 2015 im Alter von 85 Jahren in seinem Zuhause im Stockholmer Stadtbezirk Enskede-Årsta-Vantör an den Folgen einer Erkrankung am myelodysplastischen Syndrom.

## Bücher
- 1959 – The Country Blues. New York: Rinehart. Neuauflage von Da Capo Press, mit einer neuen Einleitung des Autors, 1975. (dt. 1999, Hannibal Verlag) (2000 und 1991 Blues Hall of Fame – Classic of Blues Literature)
- 1963 – The Poetry of the Blues. Mit Photos von Ann Charters. New York: Oak Publications.
- 1963 – Jazz New Orleans (1885-1963): An Index to the Negro Musicians of New Orleans. New York: Oak Publications
- 1967 – The Bluesmen. New York: Oak Publications (2010 Blues Hall of Fame – Classic of Blues Literature)
- 1975 – The Legacy of the Blues: A Glimpse Into the Art and the Lives of Twelve Great Bluesmen: An Informal Study. London: Calder & Boyars.
- 1977 – Sweet As the Showers of Rain. New York: Oak Publications
- 1981 – The Roots of the Blues: An African Search. Boston: M. Boyars.
- 1984 – Jelly Roll Morton’s Last Night at the Jungle Inn: An Imaginary Memoir. New York: M. Boyars.
- 1986 – Louisiana Black: A Novel. New York: M. Boyars.
- 1991 – The Blues Makers. (Incorporates The Bluesmen and Sweet As the Showers of Rain) Da Capo.
- 1999 – The Day is So Long and the Wages So Small: Music on a Summer Island. New York: Marion Boyars.
- 2004 – Walking a Blues Road: A Selection of Blues Writing, 1956-2004. New York: Marion Boyars.
- 2006 – New Orleans: Playing a Jazz Chorus. Marion Boyars.
- 2009 – A Trumpet Around the Corner: The Story of New Orleans Jazz. Jackson: The University Press of Mississippi.
- 2009 – A Language of Song: Journeys in the Musical World of the African Diaspora. Durham:Duke University Press.

## Als Produzent (Auswahl)
- 1963 – More Blues on the South Side—Billy Boy Arnold
- 1964 – Blues on the South Side—Homesick James
- 1966/1967 – Chicago / The Blues / Today! Vol. 1–3 (auch Liner Notes)
- 1967 – Stand Back! Here Comes Charley Musselwhite’s Southside Band—Charlie Musselwhite’s Southside Band
- 1967 – Electric Music for the Mind and Body—Country Joe and the Fish
- 1967 – I Feel like I’m Fixin’ to Die—Country Joe and the Fish
- 1968 – Coming at You—Junior Wells
- 1968 – Man and the Blues—Buddy Guy
- 1970 – Bright Sun Is Shining—Barry Melton
- 1970 – Cryin' Time—Otis Spann
- 1977 – Reunion—Country Joe and the Fish
- 1978 – Essential John Fahey—John Fahey
- 1981 – Life and Times of Country Joe & the Fish—Country Joe & the Fish
- 1987 – Collected Country Joe & the Fish—Country Joe & the Fish
- 1988 – Speak Easy—Khan Jamal
- 1989 – Daybreak—Dave Burrell and David Murray
- 1990 – Hummin' to Myself—Dave Van Ronk
- 1997 – Chicago South Side Blues 1963–1964—Homesick James & Billy Boy Arnold
- 1997 – Vanguard Collector’s Edition—Various Artists (auch Liner Notes)
- 1998 – Best of the Vanguard Years—Junior Wells
- 1998 – Blues Masters, Vol. 16: More Harmonica Classics—Various Artists
- 2006 – Sonet Blues Story—Serie mit u. a. Champion Jack Dupree, Memphis Slim, Lightnin’ Hopkins